# هاروکی ستو
هاروکی ستو (انگلیسی: Haruki Seto؛ زادهٔ ۱۴ مارس ۱۹۷۸) بازیکن فوتبال اهل ژاپن است.
از باشگاه‌هایی که در آن بازی کرده‌است می‌توان به باشگاه فوتبال کونسادول ساپورو، باشگاه فوتبال جف یونایتد ایچیهارا چیبا، باشگاه فوتبال گامبا اوساکا، باشگاه فوتبال کاشیوا ریسول، و باشگاه فوتبال آلبیرکس نیگاتا اشاره کرد.